# Janet Thornton
Dame Janet Maureen Thornton (Regne Unit, 23 de maig de 1949) és una científica sènior i directora emèrita a l'Institut Europeu de Bioinformàtica (EBI), el qual forma part del Laboratori Europeu de Biologia Molecular (EMBL). És una de les eminències mundials dins del camp de la bioinformàtica estructural, que utilitza mètodes computacionals per entendre l'estructura i la funció de les proteïnes. Va ser directora de l'EBI des de l'octubre de 2001 fins al juny de 2015, i va tenir un paper clau en el projecte ELIXIR (European life-sciences Infrastructure for biological Information).

## Educació
Després de graduar-se en física a la Universitat de Nottingham, va fer un màster de biofísica al King's College de Londres i un PhD de biofísica al National Institute for Medical Research de Londres, al 1973.

## Carrera i recerca
Un cop finalitzat el seu PhD, Thornton va treballar en biofísica molecular amb David Chilton Phillips a la Universitat d'Oxford. Al 1978, va tornar al National Institute for Medical Research, i posteriorment va aconseguir una beca al Birkbeck College, part de la Universitat de Londres. El 1990 va ser nomenada professora i directora de la unitat especialitzada en estructures biomoleculars al departament de bioquímica i biologia molecular del University College de Londres, i posteriorment també fou nomenada presidenta del departament de cristal·lografia al Birkbeck College.
Thornton va ser directora de l'Institut Europeu de Bioinformàtica del 2001 fins al 2015, al Wellcome Genome Campus de Hinxton, a prop de Cambridge. Va ser organitzadora de Intelligent Systems for Molecular Biology (ISMB) i European Conference on Computational Biology (ECCB), conferència conjunta a Glasgow l'any 2004.
El treball de Thornton és altament interdisciplinari, incloent camps com la biologia estructural, la bioinformàtica, la bioquímica i la quimioinformàtica, entre d'altres. Va ser una de les pioneres en la investigació de la validació estructural macromolecular per a la cristal·lografia de proteïnes, desenvolupant l'àmpliament utilitzat software ProCheck. Juntament amb Christine Orengo va introduir la base de dades d'estructures proteiques CATH. El seu grup va desenvolupar una robusta classificació d'enzims anomenada EC-BLAST que calcula la similitud entre enzims basant-se en reaccions químiques mitjançant la captura dels canvis d'enllaç i els centres de reacció, o la similitud estructural entre ells.
Entre 2008 i 2012 va coordinar la fase preparatòria de ELIXIR, i posteriorment ha seguit formant part del projecte com una de les delegades científiques d'EMBL. Les seves investigacions han estat finançades pel Medical Research Council, el Biotechnology and Biological Sciences Research Council (BBSRC), el Wellcome Trust i la Unió Europea.
Thornton també ha supervisat alguns PhD i investigadors postdoctorals incloent Sarah Teichmann i David Tudor Jones.

## Premis i distincions
Thornton va ser elegida membre de la Royal Society el 1999. També va fer-se membre de l'Organització Europea de Biologia Molecular (EMBO) el 2000, col·laboradora estrangera de l'Acadèmia Nacional de Ciències dels Estats Units el 2003, i membre de l'Acadèmia de Ciències Mèdiques (FMedSci) al 2014. Thornton és membre supernumerària del Churchill College de Cambridge. Va ser elegida becària de la Royal Society of Chemistry (FRSC) el 2017.
A més, va ser nomenada Comandant de l'Ordre de l'Imperi Britànic (CBE) al 2000 i Dama Comandant de l'Ordre de l'Imperi Britànic (DBE) a la Birthday Honours List de 2012 pels seus serveis en el camp de la bioinformàtica. La revista The Times va nomenar Thornton núm. 86 de la seva llista "Eureka 100" de científics britànics al 2010. També va ser guardonada amb el premi Suffrage Science l'any 2011.